# Driftwood River (Takla Lake)
Der Driftwood River ist ein ca. 110 km langer Fluss im Zentrum der kanadischen Provinz British Columbia.

## Flusslauf
Der Driftwood River hat sein Quellgebiet an der Westflanke des Kotsine Mountain auf dem Nechako-Plateau. Er fließt anfangs 25 km in nördlicher Richtung. Anschließend wendet er sich 5 km südlich des Bear Lake 15 km nach Osten. Die restlichen 70 km strömt der Driftwood River nach Südosten. Der Driftwood River umfließt dabei den Gebirgszug Driftwood Range. Von links mündet der Kastberg Creek, von rechts der Kotsine River sowie 18,5 km oberhalb der Mündung der Lion Creek von links in den Driftwood River. Dieser erreicht schließlich in das nördliche Ende des Takla Lake. Der Driftwood River bildet im Unterlauf streckenweise Flussschlingen und Altarme aus.

## Hydrologie
Das Einzugsgebiet des Driftwood River misst etwa 1700 km². Die höchsten monatlichen Abflüsse treten gewöhnlich während der Schneeschmelze in den Monaten Mai und Juni auf.